# Hypognatha cacau
Hypognatha cacau är en spindelart som beskrevs av Levi 1996. Hypognatha cacau ingår i släktet Hypognatha och familjen hjulspindlar. Inga underarter finns listade i Catalogue of Life.